# Femunden
Femunden er den tredje største sø i Norge. Den ligger hovedsagelig i Engerdal kommune i Innlandet fylke. Den nordlige del af søen ligger i Røros kommune i Trøndelag fylke. Femunden har et areal på 203,3 km², ligger 662 moh. og er 132 meter dyb.
De to største tilløb til søen er Tufsinga i vest og Røa i nordøst. Deltaet Tufsinga danner ved udløbet i Femunden er egenartet og en verdifuld naturbiotop, og i 1981 blev Tufsingdeltaet naturreservat oprettet. Elven Røa kommer fra Rogen, en sø på grænsen mellem Norge og Sverige, og den løber gennem Femundsmarka nationalpark.
Femunden har to afløb. Gløta i sydvest er størst og løber ud i søen Isteren. Vassdraget kaldes lenger nedad først Femundselva og derefter Trysilelva inden vandet når frem til Värmland i Sverige og elven skifter navn til Klarälven. Femunden har også et mindre afløb i nord mod Feragen og Håelva i Sør-Trøndelag, som er et tilløb til Glomma.
I søen findes ørred og en god bestand af sik (Coregonus lavaretus). Søen trafikeres i turistsæsonen af Femund II med anløb i Femundsenden (syd), Buvika, Elgå, Revlingen, Jonasvollen, Haugen, Femundshytta, Røa og Sørvika (nord). Der er busforbindelse mellem Sørvika og Røros. Der er også busforbindelse mellem Femundsenden og Trysil.